# Villegly
Villegly – miejscowość i gmina we Francji, w regionie Oksytania, w departamencie Aude.
Według danych na rok 1990 gminę zamieszkiwało 611 osób, a gęstość zaludnienia wynosiła 62 osoby/km² (wśród 1545 gmin Langwedocji-Roussillon Villegly plasuje się na 466. miejscu pod względem liczby ludności, natomiast pod względem powierzchni na miejscu 764.).